# Апофазия
Апофазия (от греч. ἀπό «от, вопреки» + φάσις «высказывание») — риторический приём, которым высказывающийся опровергает своё собственное высказывание, сделанное ранее. Относится к приёму нарочитого алогизма.
Также встречается другое название этой фигуры речи: паралепсис (греч. παράλειψις) — упоминание о том, о чём было обещано молчать. Паралепсис, в свою очередь, делят на катафазис и пролепсис.
Катафазис даёт отрицательную оценку предмету или явлению, о котором следовало умолчать. Используется как дискуссионный приём, к примеру, в политике:
Я отказываюсь обсуждать слухи о том, что мой оппонент пьян.
Пролепсис — использование деталей и подробных описаний того, о чём следовало умолчать, что доводит до абсурда обсуждаемую тему.
Используется в пассивно-агрессивных утверждениях:
Я прощаю тебя за твою ревность, поэтому даже не буду упоминать о том, что это было предательство.
Знаменитое высказывание Сократа «Я знаю, что я ничего не знаю» является характерным примером апофазии. Апофазия редко бывает буквальной, чаще она подчёркивает уже известный адресату факт, служит риторическим восклицанием.
Часто встречается в стихах:

И что ж оставлю я? Забытые следы

Безумной ревности и дерзости ничтожной,

Погибни, голос мой, и ты, о призрак ложный,

Ты, слово, звук пустой...

О, нет!

Умолкни, ропот малодушный!

Гордись и радуйся, поэт!— А. Пушкин